# 鳥栖・三養基地区消防事務組合
鳥栖・三養基地区消防事務組合（とす・みやきちくしょうぼうじむくみあい）は、佐賀県鳥栖市、三養基郡基山町、上峰町、みやき町によって組織された一部事務組合（消防組合）である。

## 概要
- 消防本部：鳥栖市本町3丁目1488番地1[1]
- 管内面積：158.55km2
- 職員定数：132人
- 消防署2カ所、分署1カ所[2]
- 主力機械
  - 普通消防ポンプ自動車：3
  - 水槽付消防ポンプ自動車：3
  - はしご付消防自動車：1
  - 化学消防自動車：1
  - 高規格救急自動車：6
  - 救助工作車：1
  - 資機材搬送車：3
  - 指揮車：1
  - 緊急自動二輪車：3
  - 広報連絡車：5

## 沿革
1972年10月1日、鳥栖市消防本部から改組する形で発足

## 組織
（この節の出典）
- 消防本部
  - 総務課（総務係・財政係）
  - 警防課（警防係・救助係・救急係）
  - 情報指令課（第１係・第２係・第３係）
  - 予防課（建築係・危険物係・査察指導係）
- 鳥栖消防署 （消防係・救急係・予防係）
  - 基山分署 （消防係・予防係）
- 西消防署（消防係・救急係・予防係）

## 消防署
| 消防署     | 住所                              | 分署                                  |
| ---------- | --------------------------------- | ------------------------------------- |
| 鳥栖消防署 | 鳥栖市本町3丁目1488番地1          | 基山：三養基郡基山町大字宮浦1037番地1 |
| 西消防署   | 三養基郡みやき町大字中津隈2465の4 | なし                                  |

## ニュースになった救助活動
- 2019年10月2日午後7時頃 - 鳥栖市本鳥栖町のファミリーレストラン前で、道路側溝の中から子猫の鳴き声を聞いた佐賀県立鳥栖高等学校1年の生徒2人と他の高校に通う3人の高校生らが子猫を救出しようとしたがうまくいかず、当消防本部にレスキュー隊の出動を要請した。午後8時40分ごろ、隊員が特殊な器具で側溝の蓋を開け、子猫は高校生と隊員の協力によって助け出された[4]。